# Vrlane
Vrlane (en serbe cyrillique : Врлане) est un village de Serbie situé dans la municipalité de Svilajnac, district de Pomoravlje. Au recensement de 2011, il comptait 175 habitants.

## Démographie
| 1948 | 1953 | 1961 | 1971 | 1981 | 1991 | 2002 | 2011 |
| ---- | ---- | ---- | ---- | ---- | ---- | ---- | ---- |
| 416  | 444  | 453  | 447  | 416  | 385  | 180  | 175  |

|  |